# Житловий будинок (вулиця Станіслава Прощенка, 54)
Житловий будинок — пам'ятка архітектури місцевого значення у Ніжині. Наразі тут розміщується освітній центр.

## Історія
Спочатку об'єкт було внесено до «списку нововиявлених пам'яток архітектури» під назвою «Житловий будинок».
Наказом Міністерства культури і туризму від 21.12.2012 № 1566 надано статус «пам'ятник архітектури місцевого значення» з охоронним № 10040-Чр під назвою «Житловий будинок».

## Опис
Будинок збудований у ХІХ столітті. Будинок розташований на Широкомагерській вулиці, але з адресою вулиця Станіслава Прощенка (історична Московська вулиця) будинок № 54.
Кам'яний, двоповерховий на цоколі, прямокутний у плані будинок з бічним ризалітом. Фасад акцентований пілястрами (першого поверху — рустованим пілястрами), які завершують фронтони. Розчленовує фасад тяга, вінчає зубчастий карниз. Чотирикутні віконні отвори увінчані наличниками, але два бічні отвори другого поверху арочні; віконний отвори цоколя замуровані. Фасад оздоблений орнаментальною цегляною кладкою.
У 2018 році на фасаді, між віконними отворами, встановлено 6 меморіальних дощок історичним особам, пов'язаним з історією Ніжина:
1. військовим діячам УНР Івану Хімченку та Михайлу Шкляренку
2. військовим діячам УНР Роману Бжеському та Миколі Росіневичу
3. військовому діячеві УНР Павлу Шандруку та політичному керівнику УПА Йосипу Позичанюку
4. учасникам збройного конфлікту на Сході України Олексію Шепелюку та Андрію Юрзі
5. церковному діячеві Романові Ракушці-Романовському та військовому діячеві Григорію Гуляницькому
6. військовому діячеві Прокопу Шумейку та державному діячеві Іванові Золотаренко

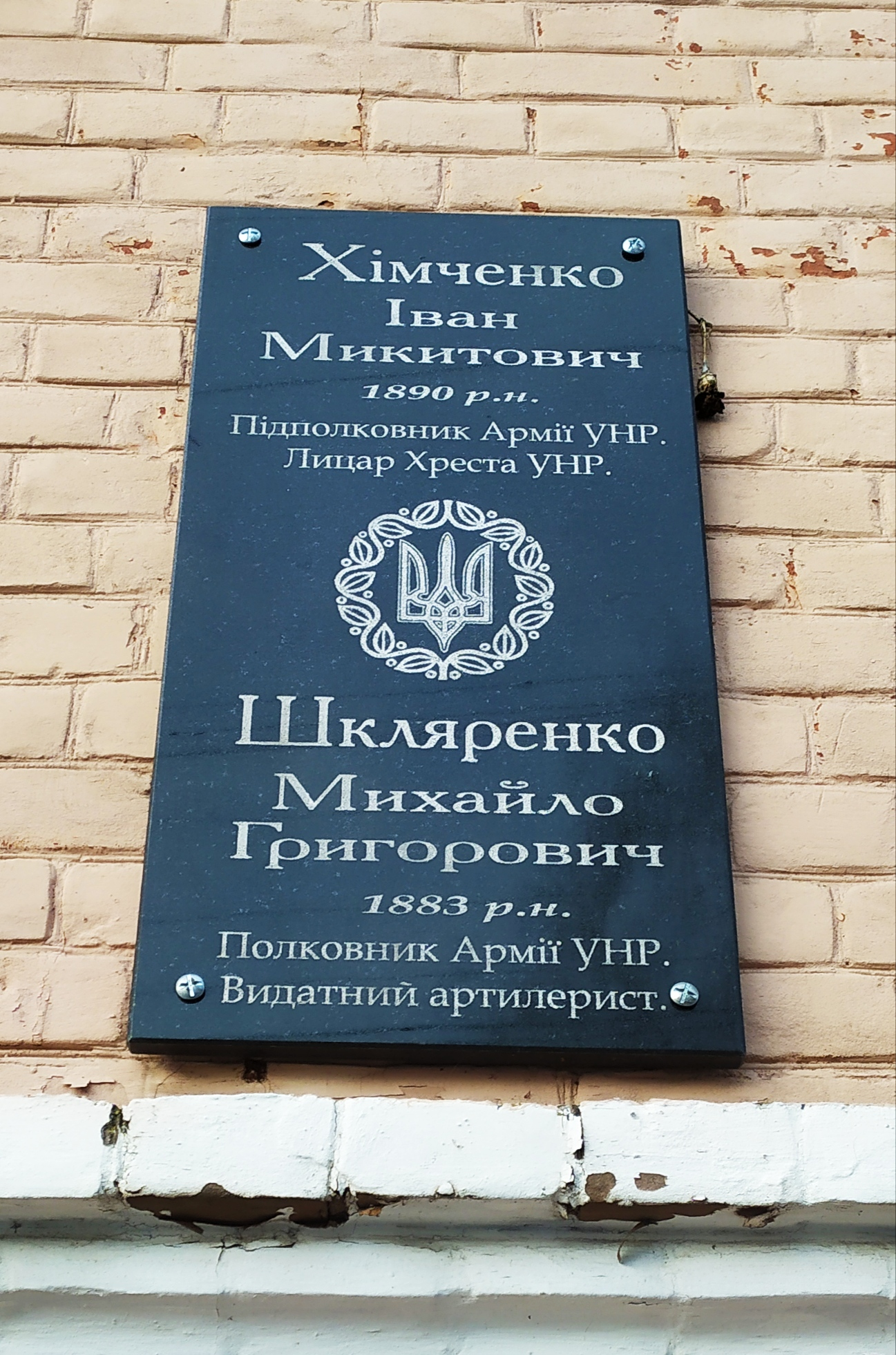
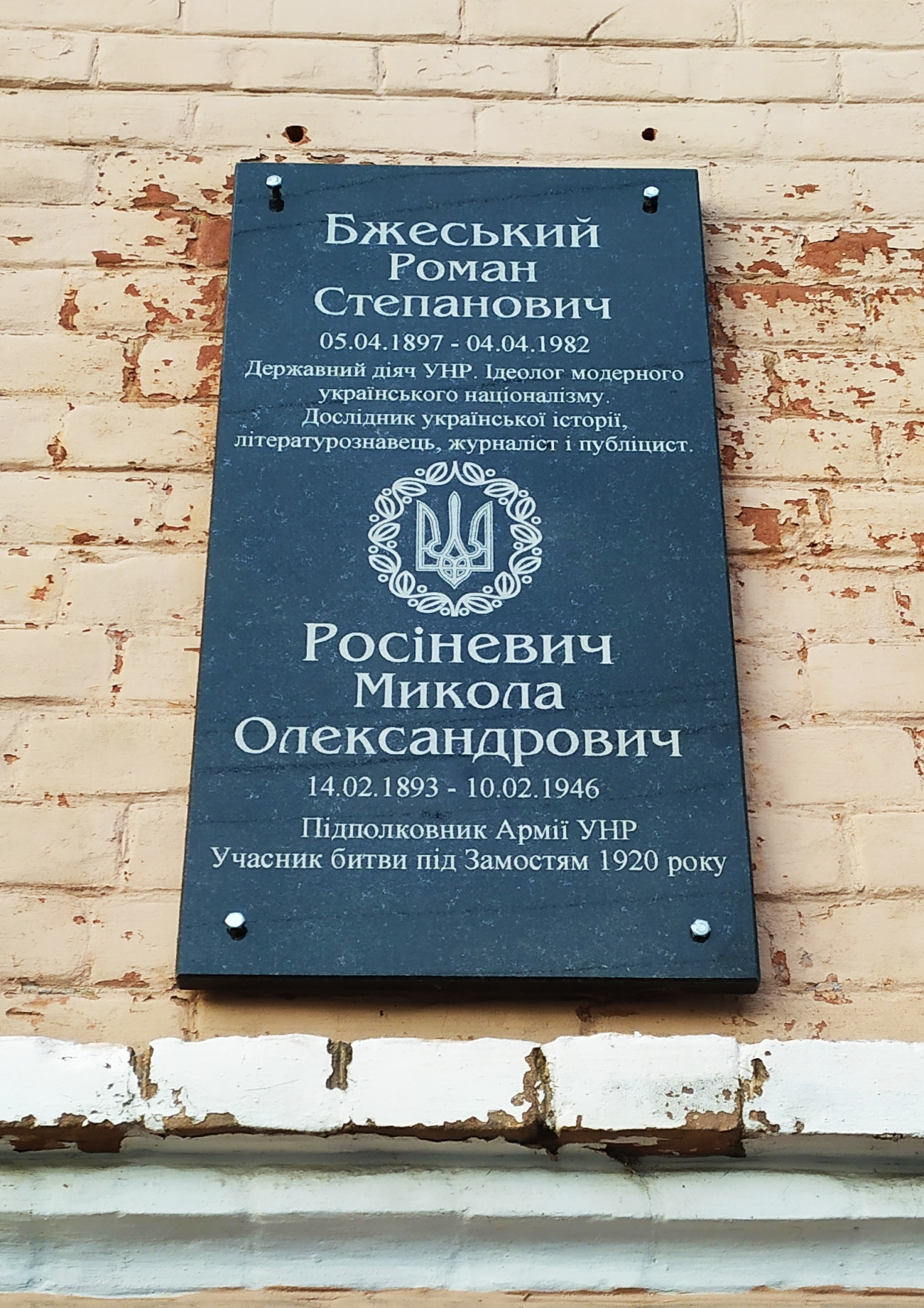
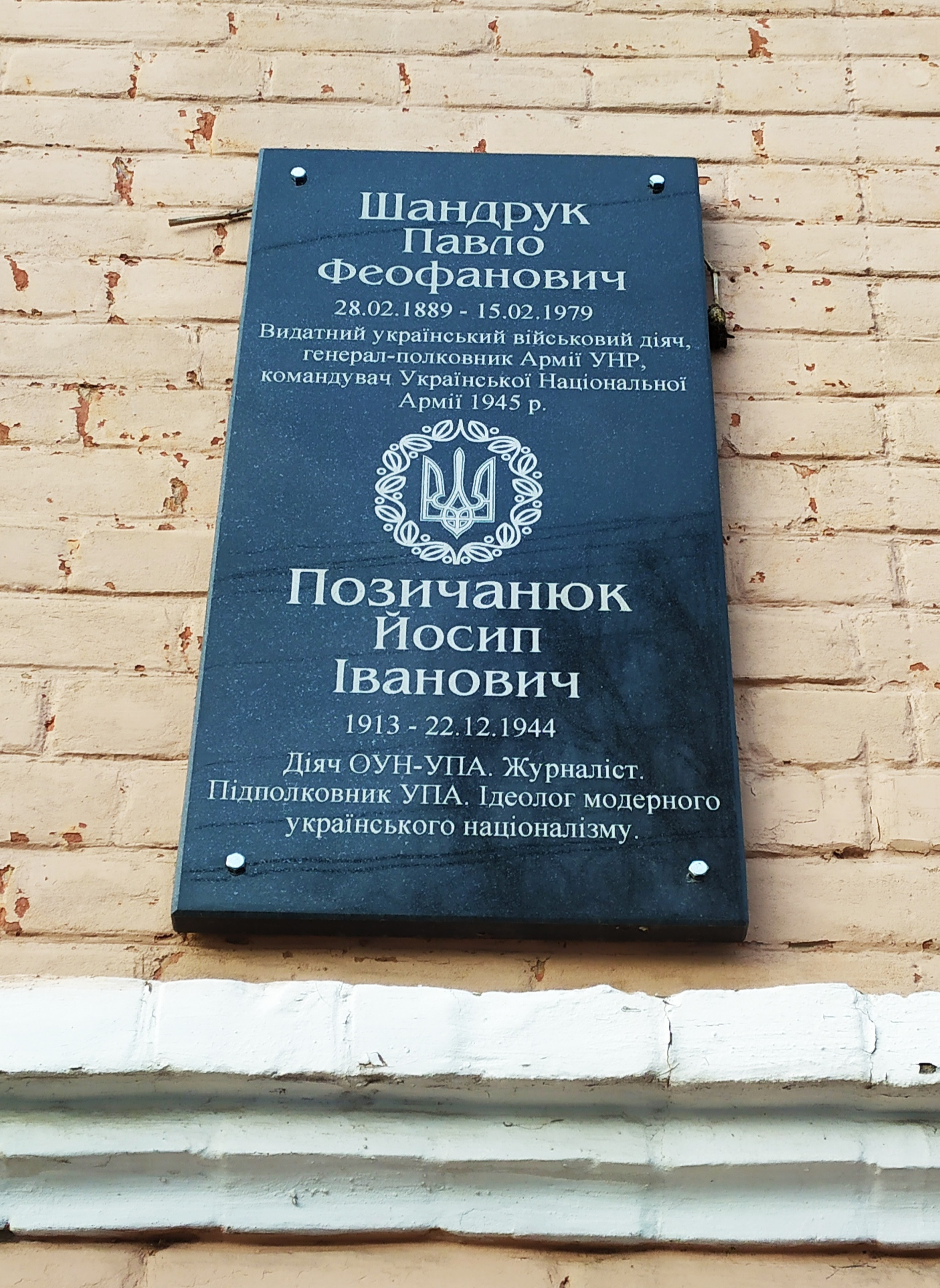
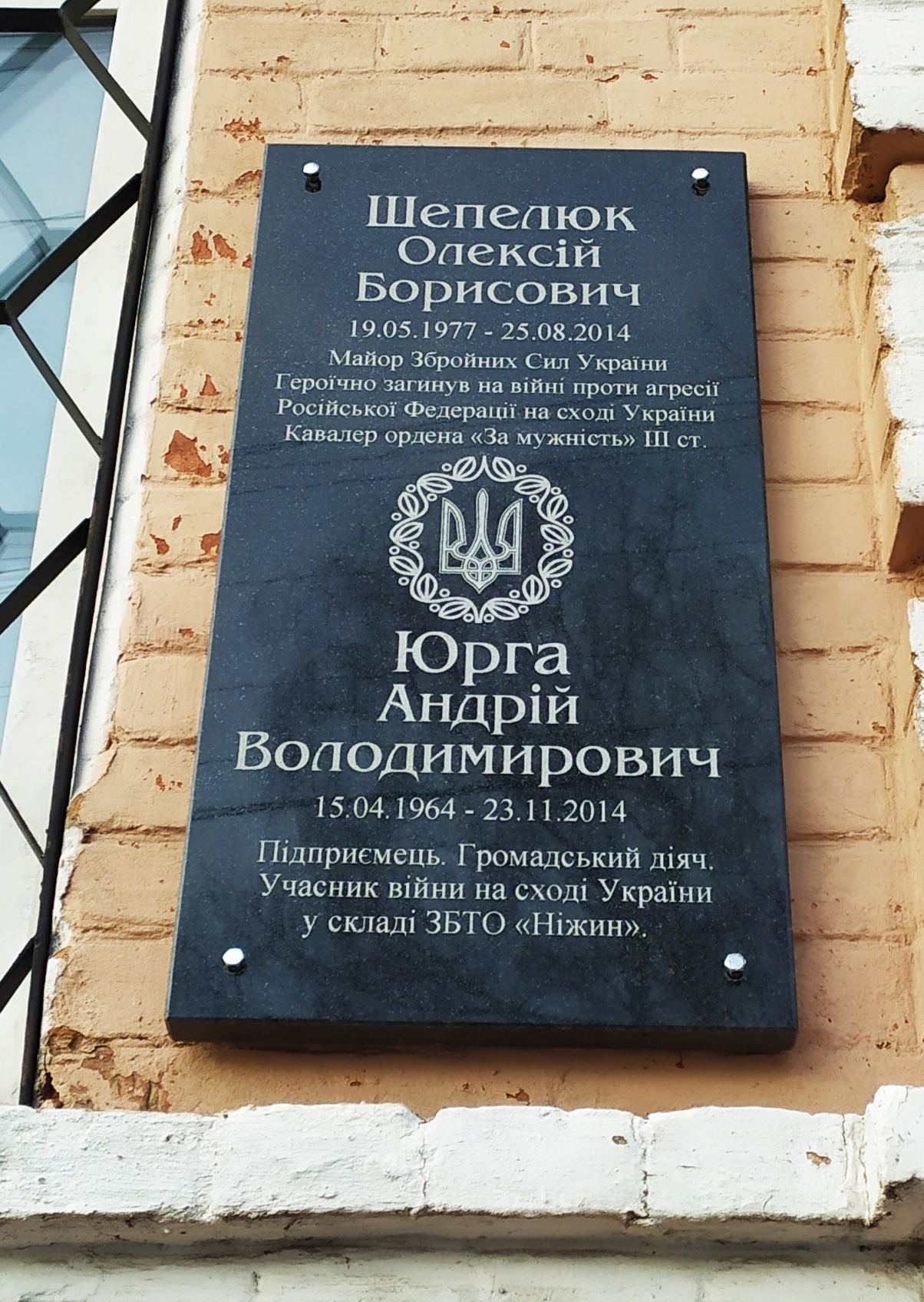
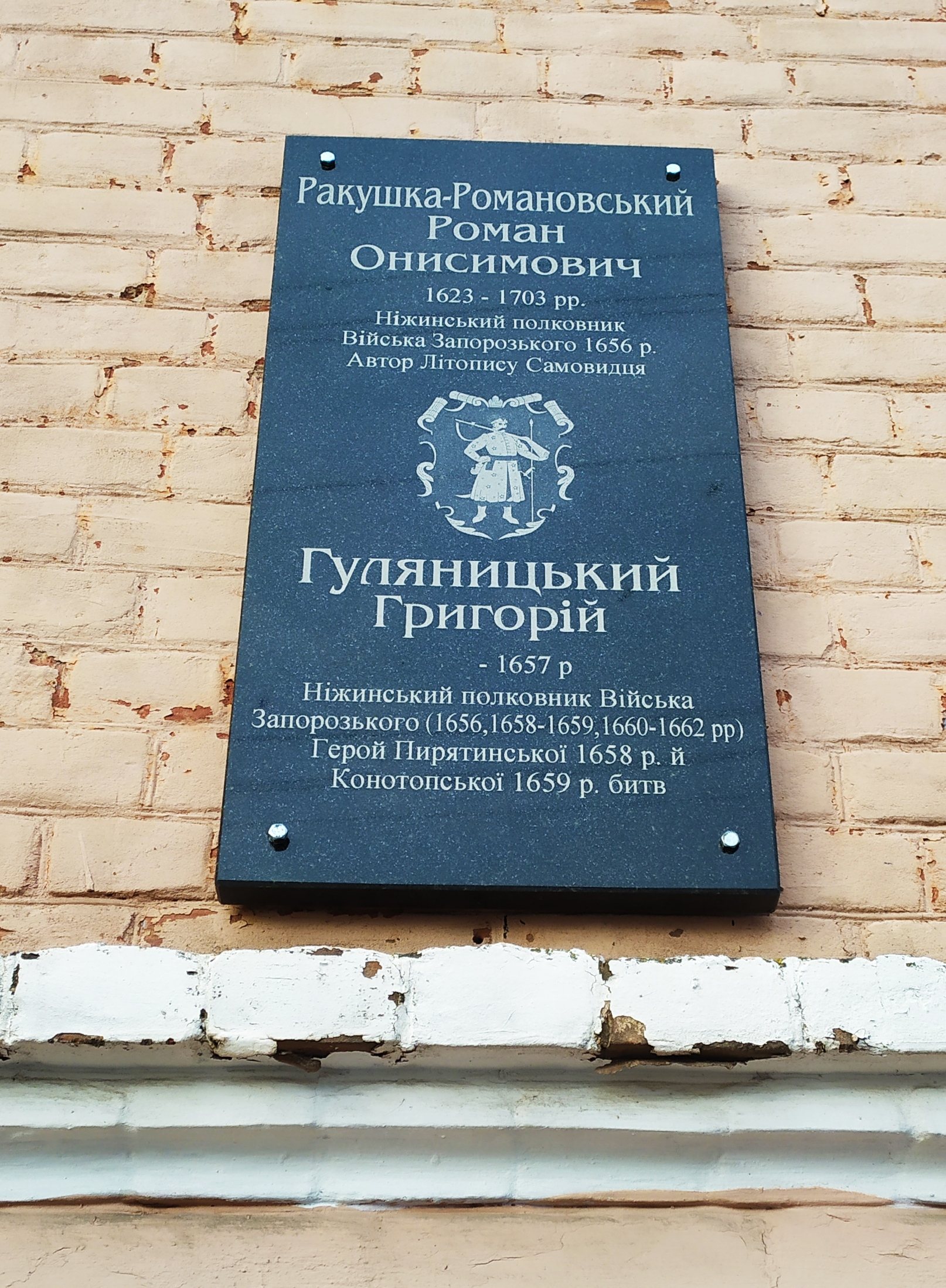
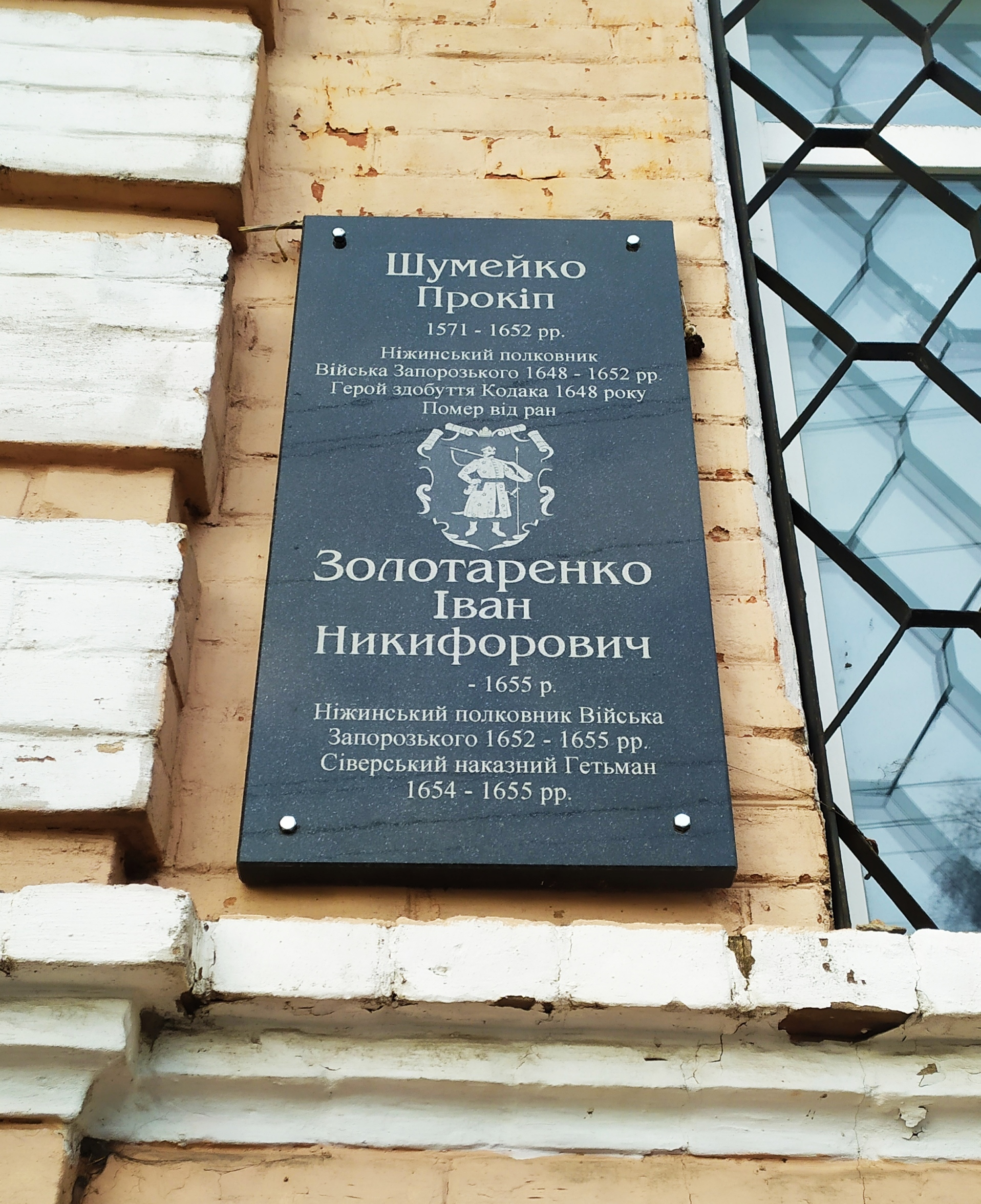